# Decapauropus krishnani
Decapauropus krishnani är en mångfotingart som beskrevs av Rajulu 1966. Decapauropus krishnani ingår i släktet Decapauropus och familjen fåfotingar. Inga underarter finns listade i Catalogue of Life.